# Marcos Chuva

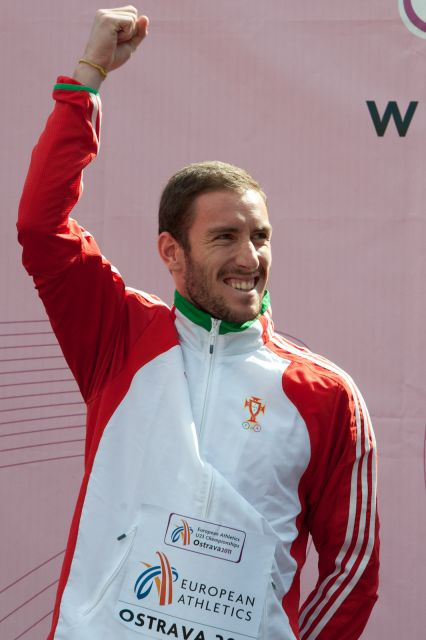
Marcos Chuva bei der U23-Europameisterschaft 2011 in Ostrava

Marcos António Quintino Chuva (* 8. August 1989 in Oeiras) ist ein portugiesischer Leichtathlet. Er ist spezialisiert auf den Weitsprung. Bei einer Körpergröße von 1,82 m beträgt sein Wettkampfgewicht 75 kg.

## Leben
Marcos Chuva besuchte die Escola Salesiana de Manique in Alcabideche und begann dort 2003 mit der Leichtathletik. Sein Trainer an der Schule war Fernando Pereira. Seit 2007 startet Chuva für Benfica Lissabon. Er studiert an der Universidade Nova de Lisboa.

## Erfolge
Bei den Jogos da Lusofonia 2009 im Estádio Universitário de Lisboa in Lissabon holte er mit 8,09 m im Weitsprung eine Goldmedaille. In der First League der Leichtathletik-Team-Europameisterschaft 2010 im Puskás Ferenc Stadion in Budapest wurde er mit 7,96 m im Weitsprung hinter Michel Tornéus Zweiter. Bei den Leichtathletik-U23-Europameisterschaften 2011 im Městský stadion in Ostrava belegte er mit 7,94 m hinter Alexander Menkow den zweiten Platz. Bei den Leichtathletik-Weltmeisterschaften 2011 im Daegu-Stadion in Daegu qualifizierte er sich mit 8,10 m für die Endrunde und wurde dort mit 8,05 m Zehnter. Einen Wettkampf der BIGBANK Kuldliiga series im estnischen Viljandi gewann er 2011 mit seiner persönlichen Bestweite von 8,34 m bei 1,8 m/s Rückenwind mit 34 cm Vorsprung vor Salim Sdiri. Damit verbesserte er seine persönliche Bestweite um 31 Zentimeter und blieb nur 2 cm hinter dem portugiesischen Rekord von Carlos Calado aus dem Jahre 1997. Beim Weltklasse Zürich, einer Veranstaltung der Diamond League im Stadio Letzigrund in Zürich, wurde er mit 7,88 m Dritter und holte sich seine ersten Diamond-League-Punkte. Bei der Sommer-Universiade 2013 in Kasan erhielt er am 12. Juli 2013 für seinen Sprung auf 8,15 m die Bronzemedaille.
Die portugiesische Meisterschaft im Weitsprung konnte er 2008, 2009 und 2011 (mit 7,79 m) gewinnen. 2011 gewann er auch die portugiesische Weitsprungmeisterschaft in der Halle. Die portugiesische Juniorenmeisterschaft hatte er 2008 im Weitsprung und im 110-Meter-Hürdenlauf gewonnen. Die portugiesische U23-Weitsprungmeisterschaft gewann er 2010 und 2011.

### Persönliche Bestleistungen

#### Freiluft
- Weitsprung: 8,34 m am 9. August 2011 in Viljandi
- 110-Meter-Hürdenlauf (99 cm Hürdenhöhe): 13,98 s am 11. Juli 2008 in Bydgoszcz
- 110-Meter-Hürdenlauf (106,68 cm Hürdenhöhe): 14,17 s am 14. Juni 2009 in Leiria
- 100-Meter-Lauf: 10,71 s am 9. Mai 2010 in Lissabon

#### Halle
- Weitsprung: 8,00 m am 18. Februar 2012 in Espinho
- 60-Meter-Hürdenlauf: 8,39 s am 10. Februar 2008 in Espinho bei der portugiesischen U23-Meisterschaft